# Zulia
Lo Stato di Zulia è uno dei 23 stati federati del Venezuela. Il capoluogo dello Stato è Maracaibo, la seconda città del Venezuela.
Lo Stato si estende attorno all'enorme massa d'acqua del lago di Maracaibo; sotto il suo fondale orientale si trovano enormi giacimenti di petrolio, gas naturale e carbone. La ricchezza principale deriva dallo sfruttamento dei giacimenti petroliferi, però anche l'agricoltura e l'allevamento sono importanti risorse locali.
Lo Stato annovera diversi climi; vi è una breve fascia arida costiera, caratterizzata da forti venti che creano dune e comprendente le isole di Zapara e l'isola di Toas.

## Toponimia
Zulia è una voce indigena di origine chibcha per denominare una pianta nota come palomita (Lobelia erinus) che viene coltivata nei giardini sia in Colombia che nell'occidente del Venezuela, per i suoi bei fiori azzurri.
Alcuni sostengono che il nome lo prenda dal río Zulia, fiume che scorre in Colombia con il nome di Batatas e che sbocca nel fiume Catatumbo. La leggenda afferma che sia il nome del fiume che quello dello Stato provengono dal nome della principessa Zulia, figlia del famoso cacicco Cinera, governatore di una federazione di tribù che si trovavano nell'attuale Departamento Norte de Santander, nella Repubblica di Colombia. La principessa era conosciuta per le sue qualità fisiche e morali, aveva un temperamento caparbio e un coraggio senza eguali. Suo padre muore valorosamente affrontando gli spagnoli; quando la principessa Zulia viene a conoscenza della violenta morte del padre, lo seppellisce seguendo le cerimonie funebri che si dedicavano alle persone di rilievo della tribù e in seguito, sopra i suoi resti, giura di vendicarlo.

## Geografia fisica

### Clima
Attorno alla città di Maracaibo si estende una zona semi-arida, caratterizzata da una vegetazione xerofila spontanea con piante come il cujì e il cardon. La presenza di torrenti e l'irrigazione ha permesso di creare estensioni forestali nelle aziende agricole, con grossi alberi come araguaney, caoba ed altri. Il sud del lago attorno alla città di Santa Bárbara del Zulia è invece caratterizzato da piogge torrenziali stagionali, nonché da fenomeni di convezione e dalla costante risalita verso le Ande (stati Merida, Tachira e Trujillo) di nubi a tipo cumulonembo che, caricandosi elettrostaticamente, provocano una costante scarica di fulmini nota come il relampago del Catatumbo

## Confini
Una lunga area di confine che corre dalla Penisola di Guajira alle montagne di Perija lo separa dalla Colombia. In questa zona si trovano campi di aviazione di fortuna, da dove spesso partono carichi di cocaina verso il Messico. La zona è infestata anche dalla guerriglia colombiana delle FARC e del ELN.
Confina a sud con gli stati andini di Táchira, Mérida e Trujillo che lambiscono le coste del Lago di Maracaibo mentre ad est confina con gli Stati di Lara e Falcón.

## Comuni e capoluoghi
1. Almirante Padilla (El Toro)
2. Baralt (San Timoteo)
3. Cabimas (Cabimas)
4. Catatumbo (Encontrados)
5. Colón (San Carlos del Zulia)
6. Francisco Javier Pulgar (Pueblo Nuevo (El Chivo))
7. Jesús Enrique Lossada (La Concepción)
8. Jesús María Semprún (Casigua el Cubo)
9. La Cañada de Urdaneta (La Cañada)
10. Lagunillas (Ciudad Ojeda)
11. Machiques de Perijá (Machiques)
12. Mara (San Rafael del Moján)
13. Maracaibo (Maracaibo, capital del estado Zulia)
14. Miranda (Los Puertos de Altagracia)
15. Guajira (Sinamaica)
16. Rosario de Perijá (La Villa del Rosario)
17. San Francisco (San Francisco)
18. Santa Rita (Santa Rita)
19. Simón Bolívar (Tía Juana)
20. Sucre (Bobures)
21. Valmore Rodríguez (Bachaquero)

## Economia
Lo Stato Zulia è la maggiore regione produttrice di petrolio del Venezuela e del Sudamerica. Durante gli anni sessanta e settanta, lo Zulia da solo produceva oltre 3,5 milioni di barili di petrolio al giorno, che venivano venduti ad una cifra tra i 2 e i 4 $ al barile.
L'estrazione del petrolio ha provocato la subsidenza di molte zone della Costa Oriental del Lago e il petrolio rimasto è relativamente poco, garantendo l'estrazione forse soltanto per altri 40 anni, di qualità molto solforata e salata.
Verso la Sierra de Perijá si trova il Guasare, un'enorme miniera di carbone a cielo aperto, la cui produzione è destinata all'esportazione. Si sospetta che nel mare territoriale del Golfo del Venezuela esistano giacimenti petroliferi sotto l'alveo marino, ma il loro controllo potrebbe generare dispute con la confinante Colombia, che rivendica una quota di sovranità marina dalla Penisola della Guajira.
Da ricordare l'enorme stabilimento petrolchimico di El Tablazo, dove dall'etano, dal propano e dal butano del gas naturale si producono fertilizzanti, alcool isopropilico e un'intera filiera di materie plastiche, dove dominano polietilene e poli-vinile cloruro (PVC).
La zona sud del Zulia è una delle regioni venezuelane con la maggiore produzione di latte e derivati, e di carne sia bovina che di maiale, oltre ad allevamenti di pollame e di gamberi.
Si distingue anche per l'enorme produzione di banane, sia nella varietà piccola e dolce guineo sia in quella molto grossa e aspra (da friggere) platano. Esistono produzioni minori, ma di alta qualità di ananas (alle pendici delle Ande), di cacao, di papaia, di uva e alberi di mango in molte case.
Come industria leggera si possono segnalare quella della birra, con i moderni stabilimenti della Cervecera Polar e della Cervecera Regional. Da ricordare anche la torrefazione Café Imperial.
La città di Maracaibo è stata la sede della storica prima banca privata del paese, recentemente fallita. Oggigiorno la principale banca (e una delle poche superstiti delle circa 20 bancarotte fraudolente degli anni 90) è il Banco Occidental de Descuento.
Inoltre, Maracaibo è il principale porto del Lago di Maracaibo, da dove si esportano i succitati prodotti agricoli, e in cui si importano grano e orzo necessari per la birra, e frutti considerati "esotici" come mele o pere.